# Tarek Lazizi
Tarek Lazizi (El Biar, Argelia, 8 de junio de 1971) es un exfutbolista de Argelia que jugaba en la posición de defensa central. Es recordado por ser el jugador que retiró al delantero Azzedine Rahim del USM Alger de una patada.

## Carrera

### Club
| Periodo   | Club           |
| --------- | -------------- |
| 1987-1996 | MC Alger       |
| 1996-1998 | Stade Tunisien |
| 1998-1999 | Gençlerbirliği |
| 1999-2002 | MC Alger       |
| 2002-2003 | Atlantis FC    |
| 2003-2005 | MB Bouira      |

### Selección nacional
Lazizi jugó a nivel internacional desde la categoría sub-17. Jugó para Argelia en 39 ocasiones de 1990 a 1997 y anotó dos goles; ganó la Copa Africana de Naciones 1990 y la Copa de Naciones Afroasiáticas de 1991.

## Logros

### Club
- Campeonato Nacional de Argelia (1): 1999

### Selección nacional
- Copa Africana de Naciones (1): 1990
- Copa de Naciones Afro-Asiáticas (1): 1991

### Individual
- Mejor jugador de la CLP-1 en 1996/97.